# 24nt
24nt är en lokal tv-kanal från Norrköpings Tidningar. Kanalen sänds utan kryptering i Norrköpingsområdet.